# Mind (Jukka Tiensuu)
Mind is het enige pianoconcert (2000) van Jukka Tiensuu.

## Inleiding
De titels die Tiensuu hanteert, verraden meestal niet veel over de inhoud van het werk; vooraf is dus niet bekend of Mind staat voor het Engelse woord voor gedachte, herinnering of gemoed; het zou ook een losse kreet van de componist kunnen zijn. Echter de delen van dit pianoconcert hebben ook Engelse titels meegekregen en het lijkt er dus op dat het hier inderdaad gedachte, herinnering of gemoed betekent. Een hint die kant op werd ook gegeven door het album waar het op staat: Minds and Moods. Zekerheid verschafte de componist niet; hij schreef zelden over eigen werk, dus ook geen inleiding voor concertprogramma’s of boekwerken bij compact disc. De opdracht voor het werk kwam van Ortwin Stürmer en de Hessischer Rundfunk; de eerste uitvoering vond echter plaats in Helsinki; Juhani Lagerspetz soleerde naast het Fins Radiosymfonieorkest onder leiding van Sakari Oramo op 2 februari 2003.

## Muziek
Tiensuu is een eenling binnen de Finse klassieke muziek en past daarmee in het rijtje van bijvoorbeeld Aulis Sallinen en Magnus Lindberg. Het pianoconcert heeft wel een soort klassieke indeling van een pianoconcert, vier delen:
1. Earth – Reflections
2. Air – Play
3. Water – Dream
4. Fire – Position.

De vier basiselementen van het leven volgens de Grieken geven maar mondjesmaat iets van de muziek in de delen weer.

## Sfeertekening
In tegenstelling tot klassieke pianoconcerten strooit Tiensuu met cadenzen; het werk begint er zelfs mee; pas na ruim 2 minuten soleren voegt een andere stem zich in de muziek. Recensenten vergelijken de muziek met gamelanmuziek, door de meditatieve sfeer die met name de opening vorm geeft. Andere naam die genoemd wordt in Alan Hovhaness. Later is het belangrijkste thema de muzikale accenten, die Alma III: Soma in herinnering roept. De partij voor de piano heeft vooral in het begin, maar ook het hele werk door het karakter van Keith Jarretts The Köln Concert; accenten en dan weer blijven hangen in één akkoord. Lage stemmen komen gedurende het werk eigenlijk niet voor, behalve wanneer zij juist nadrukkelijk aanwezig zijn zoals bij het eind. Door de constante stroom van hoge tonen krijgt het werk een zweverige klank, een teken van meditatie (zoals ook bij Hovhaness). Slechts een enkele keer komt de solist terug op Aarde.

### Orkestratie
- piano
- 2 dwarsfluiten , 2 hobo’s, 3 klarinetten, 2 fagotten;
- 2 hoorns, 2 trompetten, 2 trombones, 1 tuba
- 1 stel pauken, 2 man / vrouw percussie, 1 harp
- violen, altviolen, celli en contrabassen.

## Discografie
- Uitgave Alba Records Oy: Juhani Lagerspetz met het Tampere Philharmonisch Orkest o.l.v. Susanne Mälkki opname uit 2005